# Carl von Twickel
Freiherr Carl von Twickel (* 9. April 1793 in Havixbeck; † 27. Juni 1867 in Warendorf) war ein preußischer Gutsbesitzer und Landrat im Kreis Warendorf.

## Leben
Carl von Twickel entstammte dem westfälischen Uradel von Twickel. Seine Eltern waren Clemens August von Twickel und Franziska Ferdinande Maria von Rump. Am Gymnasium Münster erwarb er das Reifezeugnis und studierte anschließend an den Universitäten  Heidelberg und  Göttingen Jura und Cameralia. Im Jahre 1820 bestand er die Prüfung zum Auskultator mit „gut“. Am 14. Januar 1828 folgte beim Oberlandesgericht Münster die Prüfung zum Gerichts-Referendar, so dass er am 9. Juli 1828 zum Gerichts-Referendar ernannt wurde. Kurze Zeit später, am 4. Dezember 1828, wurde er Regierungs-Referendar bei der Bezirksregierung Münster. Der Kreistag des Kreises Warendorf wählte ihn am 18. September 1832 zum ersten Kandidaten für das Amt des Landrats. Seine Prüfung zum Landrat bestand er am 9. Februar 1833 mit „genügend“. Daraufhin erhielt er am 17. März 1833 seine definitive Ernennung zum Landrat des Kreis Warendorf. Am 23. Mai 1866 wurde er auf eigenen Wunsch aus Altersgründen aus dem Staatsdienst entlassen.

## Ehrungen
- Roter Adlerorden III. Klasse mit Schleife
- Charakterisierung als Geheimer Regierungsrat